# Torneo de Tenis Feria de Mérida
El Torneo de Tenis Feria de Mérida es un torneo de tenis en su modalidad individual que se celebra anualmente a finales del mes de agosto en la ciudad de Mérida. La primera edición tuvo lugar en el año 1994.
El torneo se celebra en cuatro categorías: veterano, absoluto, cadete e infantil. Las cuatro tienen modalidad masculina y femenina. La inscripción es gratuita.

## Resultados

### Absoluto masculino
| Año  | Campeón           | Finalista           | Resultado       |
| ---- | ----------------- | ------------------- | --------------- |
| 1999 | Felipe de la Cruz | Alvaro Tarifa       | 6-7, 4-6, 7-6   |
| 2000 | Álvaro Tarifa     | Felipe de la Cruz   | 7-6, 6-7, 7-5   |
| 2001 | Álvaro Tarifa     | Francisco Barrau    | 6-4, 7-5        |
| 2005 | Antonio Gutiérrez | Alejandro García    |                 |
| 2006 | Álvaro Tarifa     | Héctor Marín        | 1-6, 7-6, 6-0   |
| 2011 | Alejandro García  | Emilio Leal         | 6-3, 6-3        |
| 2012 | Alejandro García  | Juan Antonio Ruiz   | 6-4, 6-4        |
| 2013 | Carlos Manchón    | Miguel Angel Blanco | 6-4, 5-7, 6-2   |
| 2015 | Alejandro García  | Miguel Angel Blanco |                 |
| 2016 | Indalcecio Moreno | Emilio Leal         | 4-6, 7-6, 12-10 |
| 2017 | Alejandro García  | Héctor Marín        | 6-1, 5-7, 6-3   |
| 2018 | David Fernández   | Alejandro García    | 6-4, 5-7, 7-6   |

### Absoluto femenino
| Año  | Campeón         | Finalista       | Resultado |
| ---- | --------------- | --------------- | --------- |
| 2005 | Lola González   | Elena Gala      |           |
| 2011 | Carmen de Lemus | Carlota Zancada |           |